# Глушково
Глушко́во (рос. Глушково, ерз. Клышка) — село у складі Кадошкінського району Мордовії, Росія. Входить до складу Пайовського сільського поселення.
Населення — 234 особи (2010; 348 у 2002).
Національний склад станом на 2002 рік:
- мордва — 97 %